# Nymphon articulare
Nymphon articulare is een zeespin uit de familie Nymphonidae. De soort behoort tot het geslacht Nymphon. Nymphon articulare werd in 1908 voor het eerst wetenschappelijk beschreven door Hodgson. 